# 느억 쩜
느억 쩜(베트남어: nước chấm)은 베트남의 딥(찍어 먹는 소스)이다.

## 이름
베트남어 "느억 쩜(nước chấm)"은 "찍어 먹는 소스"라는 뜻이다. "느억(nước)"은 한자 "渃(한국 한자음: 약)"에서 나온 말로, "물"이라는 뜻이다. "쩜(chấm)" 또한 한자 "蘸(한국 한자음: 잠)"에서 나온 말로, "담그다, 찍다"라는 뜻이다.

## 종류

### 느억 맘 파
느억 맘 파(nước mắm pha)는 "섞은 어장"이라는 뜻으로, 베트남식 어장인 느억 맘에 라임 즙(또는 레몬 즙이나 식초)과 설탕, 물을 섞은 뒤 다진 마늘과 고추(주로 새눈고추)를 넣어 만든다. 껌 떰, 짜 조, 고이 꾸온, 바인 꾸온, 바인 쌔오, 바인 호이, 분 등에 곁들여 먹는다.

## 같이 보기
- 남 찜